# Леонтьевы (купцы)
Леонтьевы — русский купеческий род.

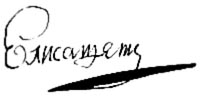
Подпись имп. Елизаветы на указе о зачислении в купечество

Помимо прочих родов Леонтьевых существовал и купеческий род, ведущий своё происхождение от старовера Ивана Леонтьева. В 1741 году он подал прошение о зачислении его в Санкт-Петербургское купечество, что и было ему разрешено — императрица Елизавета подписала указ, разрешающий торговать в Петербурге. Торговал тканями, преимущественно ситцами.
В газете «Санктпетербургские Ведомости» от 2 января 1761 года упоминается лавка в Гостином дворе на Адмиралтейской стороне № 450 петербургского купца Леонтьева Ивана.

## История
В 1850-х годах у Леонтьевых была ситценабивная фабрика, располагавшаяся на окраине Санкт-Петербургской части (Петроградской стороны) на Ждановке. Владелец фабрики Василий Леонтьев, как и положено верующему человеку, был многодетным и имел 14 детей. Наследники впоследствии стали совладельцами фабрики.
Приблизительно в это же время строится каменный двухэтажный дом Леонтьевых, сохранившийся до сих пор (Ждановская ул., 43). Утверждают, что архитектором являлся сам Василий Яковлевич Леонтьев. На первом этаже находился зал для торговли ситцами, а справа к дому была пристроена оранжерея, которую при спрямлении Новоладожской улицы в XX веке разобрали. Эта оранжерея видна на фотографиях начала XX века. Корпуса здания были возведены в 1860 году по проекту архитектора Г. И. Карпова. В 1860—1870-х гг. они расширялись по проекту военного инженера Г. С. Отоцкого. В совместной собственности Леонтьевых находились также дома по адресам: Ждановская ул., 31 и 33, Варваринская ул., 21, Звенигородская ул., 10 и Полюстровский пр., 28.
В 1822 году владельцем дома по адресу Большой пр., В.О, д. 19 - являлся купец Александр Леонтьев, а также здесь проживал купец 2-й гильдии Александр Максимович Леонтьев. В издании "Нумерация домов в С.-Петербурге. СПб., 1836" владельцами дома названы наследники купца Леонтьева. 
Фабрика В. Я. и Н. Я. Леонтьевых (с 1891 года — торговый дом «Леонтьевы Н. и В., братья») находилась на месте дома № 31 по Ждановской улице. Производственные сооружения (на месте где сейчас находится дом № 43) были возведены в 1906—1907 гг. по проекту архитектора А. Г. Успенского при участии М. М. Чижова; в 1913 году они расширены по проекту Г. О. Гиргенсона.

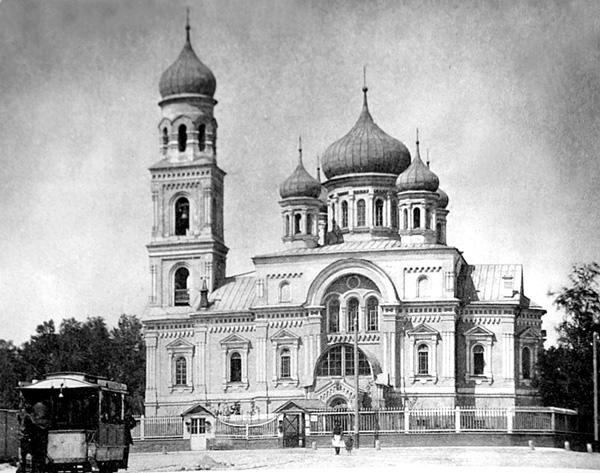
Преображенская церковь (Колтовский Спас) в Колтовской слободе.
Фото 1900-х годов

Василий Яковлевич являлся старостой находившейся по соседству с фабрикой церкви Колтовского Спаса и немало помог ей во время реставрации в 1860-х годах после обрушения храмового купола. Кроме того, при непосредственном участии Леонтьевых в 1907 году при фабрике была открыта Первая Колтовская фабрично-заводская школа, где обучались дети рабочих и служащих. Заботы о ее содержании взяло на себя акционерное общество «Братья Н. и В. Леонтьевы и К.»
Михаил Александрович Леонтьев в 1827-1844 гг. был церковным старостой Единоверческой церкви Сретения, а также являлся попечителем богадельни, которую он устроил при этой церкви. Он владел крупным салотопенным заводом около Московских ворот.
Единственный потомок, не посвятивший себя предпринимательству — Василий Васильевич, изучал экономику в Лейпциге; защитил диссертацию в Мюнхене, там женился на Злате Беккер (венчались они в Мюнхене), родившийся в 1905 году сын Василий стал Нобелевским лауреатом по экономике.
В 1893 году купцы I-й гильдии Леонтьевы были возведены царским указом в почётные граждане Санкт-Петербурга.
По фамилии владельцев появилось название - Леонтьевский мыс.
В ЦГИА в Санкт-Петербурге хранятся Духовные завещания А. Я. Леонтьева (1859 г.); вводный лист В. Я. Леонтьева (1872 г.); документы о приобретении недвижимости; контракты и договоры (1909-1917 гг.); переписка о недвижимом имуществе Леонтьевых в Финляндии (1900-1911 гг.), а также Книга личных счетов совладельцев Товарищества (1912 г.); списки акционеров (1917 г.); правила внутреннего распорядка (1912 г.) и другие документы.
В 1919 году Леонтьевых в 24 часа выселили из занимаемого дома на Ждановской улице, а фабрику национализировали. Так из купцов Леонтьевы превратились в неблагонадежных граждан.

## В других городах
В Сестрорецке (улица Володарского, 5а) находится бывший дом купцов Леонтьевых. Купец второй гильдии — Михаил Евдокимович Леонтьев, состоявший в купечестве с 1895 года, построил красивое кирпичное двухэтажное здание на углу Выборгского шоссе и Базарной улицы, в котором на первом этаже размещались продовольственные и хозяйственные лавки. Здание было построено в 1870—1873 гг. Умерший в 1912 году М. Е. Леонтьев оставил завещание. По нему был совершён раздел имущества между его сыновьями. Дом стал принадлежать старшему сыну — Василию Михайловичу Леонтьеву — купцу 2-й гильдии, который состоял в купечестве с 1912 года. Василий Михайлович был членом общества взаимного мелкого кредита, почётным смотрителем четырёхклассного училища для мальчиков и девочек. 14 декабря 2015 дом был снесен. Потомок владельцев дома — Август Васильевич Леонтьев — живёт в Австралии.
В списке лиц, имеющих право участия в съезде городских избирателей по г. Ростову Ярославской губернии и его уезду для избрания выборщиков для выбора членов в Государственную Думу значится Леонтьев Николай Иванович — купец, имеющий торговое предприятие 2-го разряда в г. Ростове.
В городе Данилов сохранился «дом жилой с лавками» купца Леонтьева Василия Ивановича, расположенный на перекрестке улиц Ленина и Карла Маркса (бывш. Воскресенской и Вологодской улиц), построен в 50-х гг. XIX в.
В городе Руза находится памятник архитектуры: Дом Леонтьева.
Адрес: Руза, улица Социалистическая, 22. Памятник архитектуры (Номер объекта: 5000002535).

На острове Звирзденголм — участок земли № 143 принадлежал наследникам купца 1-й гильдии Леонтьева из старообрядческой общины города Рига, его наследникам так же принадлежали участки на Луцавсале и Закюсале. В 1840 г. в доме купца Леонтьева на Ризингской улице (нынешняя Ридзенес) располагалась еврейская светская школа.
Дом купца В. Л. Леонтьева в Костроме, построенный в перв. четв. XIX в. находится на ул. Нижняя Дебря, д. 6, лит. А

## Династия
- Иван Леонтьев - родоначальник, старовер
- Яков Леонтьев (ум. 1841), жена Надежда Андреяновна (ум. 1849) - купчиха 3-й гильдии
  - Александр Яковлевич Леонтьев - купец 3-й гильдии - имел только 2-х дочерей, поэтому фабрика перешла братьям.
  - Павел Яковлевич Леонтьев
  - Николай Яковлевич Леонтьев (р.1830)
  - Василий Яковлевич Леонтьев (ок.1826-20.01.1893) - купец 1-й гильдии, был женат три раза, у него 16 детей от трех браков.

От первого брака с Надеждой Александровной Протасьевой (р.1829):
- -     - Капитолина Васильевна по мужу Дылева (р.1857)
    - Николай Васильевич (р.1861) - благотворитель, гласный Петербургской городской Думы
    - Глафира Васильевна (р.1863)
    - Валентин Васильевич (р.1867) - директор распорядитель фабрики
    - Александр Васильевич (р.1868)

От второго брака с Надеждой Яковлевной Алябьевой (ум.1880):
- -     - Леонид Васильевич - ответственный за тех. состояние предприятия
    - Яков Васильевич
    - Юлия Васильевна (р.1873), муж Франц Август Чешер (его родители: Ольга Михайловна Скосырева и Карл Чарльз Осипович Чешер - купец 2-й гильдии, владелец ткацкой фабрики фирмы "Никольская мануфактура Осип Чешер и сыновья")
    - Надежда Васильевна, в замужестве Ефремова (р.ок.1879) - совладелица торгового дома "П. Б. Иоз и К."
    - Василий Васильевич (1880-1966) - приват-доцент
      - Василий Васильевич (1905-1999) - экономист

От третьей жены Марии Ильиничны Бабушкиной:
- -     - :-[Павел Васильевич (р.ок.1881)
    - Виктор Васильевич (р.ок.1882)
    - Григорий Васильевич (р.ок.1883)
    - Евгений Васильевич (р.ок.1885)
    - Валентина Васильевна (р.ок.1886), муж дворянин Н. Я. Красовский

## Некрополь
Семейное захоронение сестрорецких купцов Леонтьевых и их ближайших родственников находится на Сестрорецком кладбище (участок 9):
Леонтьевъ Михаил Евдокимович (1846—1910), Леонтьева Мария Георгиевна (1851—1932), Леонтьевъ Иван Михайлович (1875—1897), Дурляхова Елизавета Михайловна (1881—1965), Леонтьевъ Александр Михайлович (1882—1907), Леотьева Ольга Михайловна (1894—1980), Леонтьевъ Евгений Егорович (ум.1891), Леонтьева Пелагея Васильевна (1835-1909 на 74 году), Леонтьевъ Алексей Евдокимовичъ (1861—1897 на 36 году), Качалова Екатерина Васильевна (1890—1910), Екатерина (участок 9)